# Jorge Ramiro Tapia
Jorge Ramiro Tapia Sainz (La Paz, Bolivia; 23 de abril de 1957) es un médico, diplomático y político boliviano que actualmente ocupa el cargo de Embajador de Bolivia en Argentina desde el 10 de diciembre de 2020 durante el gobierno del presidente Luis Arce Catacora. Así mismo, Tapia ocupó el alto cargo de Ministro de Salud y Deportes de Bolivia desde el 8 de septiembre de 2008 hasta el 23 de enero de 2010 durante el primer gobierno del presidente Evo Morales Ayma siendo también viceministro de educación superior desde el año 2007 hasta 2008, luego ingresó al ámbito diplomático como cónsul general de Bolivia en Argentina desde 2011 hasta 2017 y finalmente estuvo en el cargo de Embajador de Bolivia en España desde 2018 hasta 2019.

## Biografía
Jorge Ramiro Tapia nació en la ciudad de La Paz. Ingresó a estudiar la carrera de medicina en la Facultad de Medicina de la Universidad Mayor de San Andrés (UMSA) de donde se tituló como médico cirujano de profesión. Años después, Tapia se especializó en las áreas de pediatría, neonatología y psicopedagogía.
Durante su etapa universitaria, Jorge Ramiro Tapia se desempeñó como dirigente universitario donde llegó a ser ejecutivo de la Federación Universitaria Local (FUL) desde 1987 hasta 1988 donde también impulsó el primer congreso de la UMSA, asumiendo la representación de la institución en eventos nacionales e internacionales.
Durante su vida laboral, Jorge Ramiro Tapia ingresó a trabajar a la UMSA como docente universitario en las áreas de embriología, genética y pediatría. Llegó a ser el vicedecano de la facultad de medicina de la UMSA así como también fue jefe de bienestar de dicha institución. A su vez, se desempeñó como secretario general del Colegio Médico Departamental de La Paz y en la actualidad es miembro del consejo facultativo de Medicina y del Colegio Médico.

## Vida política

### Viceministro Estado
El 21 de julio de 2007, la ministra de Educación Magdalena Cajías posesionó al médico paceño Jorge Ramiro Tapia de 50 años de edad, como el nuevo Viceministro de Educación Superior en reemplazo de Edmundo Ramiro Cuentas Delgadillo.

### Ministro de Estado
El 8 de septiembre de 2008, el presidente de Bolivia Evo Morales Ayma decidió posesionar al Jorge Ramiro Tapia como nuevo ministro de salud y deportes en reemplazo de Walter Selum Rivero. Durante su gestión como ministro del área de salud, le tocó enfrentar la pandemia mundial del AH1N1 que llegó a Bolivia en el año 2009. Estuvo en el cargo hasta el 23 de enero de 2010, cuando fue reemplazado por Sonia Polo Andrade.

## Trayectoria diplomática

### Cónsul general en Argentina
Desde el año 2011 hasta 2017, Jorge Ramiro Tapia ocupó el cargo de cónsul general de Bolivia en Argentina.

### Embajador en España
El 5 de enero de 2018, el Presidente de Bolivia Evo Morales Ayma a través del canciller boliviano Fernando Huanacuni Mamani decidió designar al exministro de salud Jorge Ramiro Tapia como embajador de Bolivia en España. Pero cabe mencionar que no estaría por mucho tiempo en este alto cargo diplomático, pues en noviembre de 2019, el gobierno de Jeanine Áñez Chávez a través de su canciller Karen Longaric decidieron destituir a Tapia y también junto a él a más del 80 % de todos los embajadores bolivianos a nivel mundial.

### Embajador en Argentina
Con el ingreso al poder del partido del Movimiento al Socialismo (MAS-IPSP) el 8 de noviembre de 2020, el Presidente de Bolivia Luis Arce Catacora se propuso restablecer las buenas relaciones con Argentina que dicho sea de paso habían quedado tensas durante el Gobierno de Jeanine Áñez por el asilo que este país decidió otorgar al expresidente Evo Morales Ayma en diciembre de 2019. En virtud de todo lo anterior, es de esa manera que en diciembre de 2020, Arce designó al exministro de salud y diplomático Jorge Ramiro Tapia como nuevo embajador de Bolivia en Argentina.